# Aurora (Asia)
Aurora è un EP del gruppo rock britannico Asia, pubblicato nel 1986 solo in Giappone.

## Tracce
Side 1
1. Too Late – 4:16 (John Wetton, Geoff Downes, Carl Palmer)
2. Ride Easy – 4:35 (Wetton, Steve Howe)

Side 2
1. Daylight – 3:37 (Wetton, Downes)
2. Lying to Yourself – 4:18 (Wetton, Howe)

## Formazione
- John Wetton – voce, basso
- Geoff Downes – tastiera, voce
- Steve Howe – chitarra, voce (tracce 2–4)
- Mandy Meyer – chitarra (traccia 1)
- Carl Palmer – batteria, percussioni